# Dzsedi (herceg)
Dzsedi (ḏed.j) óegyiptomi herceg a IV. dinasztia korában. Apja Rahotep, Ré főpapja, anyja Nofret, így valószínűleg Sznofru unokája, Hufu unokatestvére. Két fiú, és három leánytestvére neve ismert. Egyes elképzelések szerint az ő személye ihlette a Westcar-papiruszon szereplő Dzsedi történetét.